# Медельїнський картель
Медельїнський картель (ісп. Cartel de Medellín) — високоорганізований колумбійський наркокартель з міста Медельїн, який діяв упродовж 1970-х та 1980-х років у Колумбії, Болівії, Панамі, Центральній Америці, Перу та США, а також у Канаді. Заснований Пабло Ескобаром.
У роки розквіту картель щомісяця переправляв тонни кокаїну в країни світу та приносив до 60 мільйонів доларів США прибутку щодня. Протягом певного часу Медельїнський картель постачав щонайменше 85 % ринку кокаїну в США.

## Історія

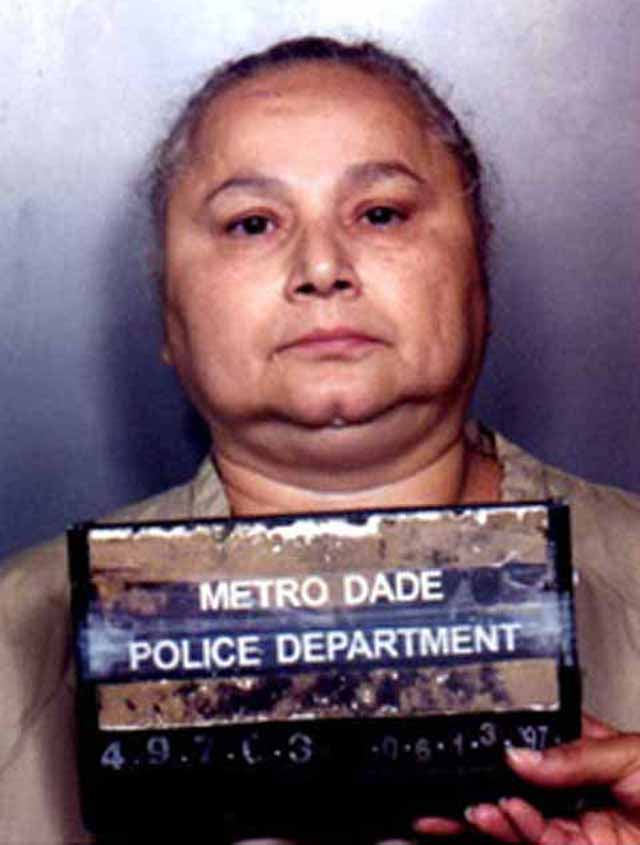
Гризельда Бланко

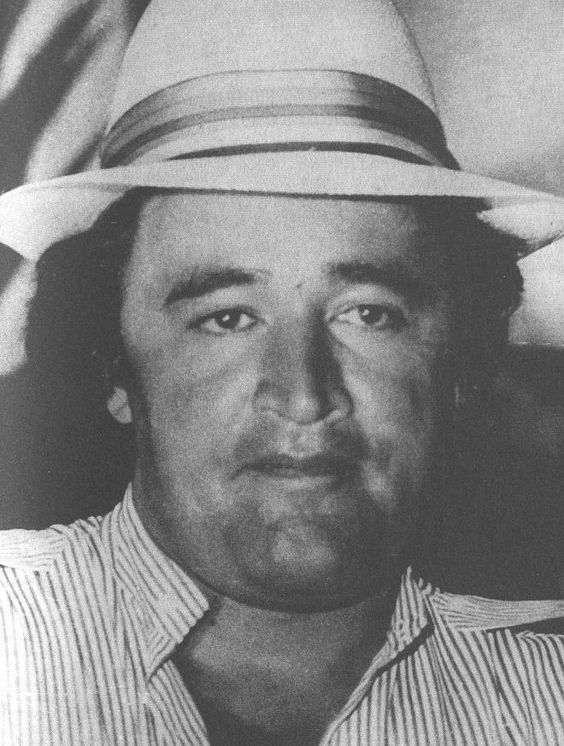
Гонсало Родрігес Гача

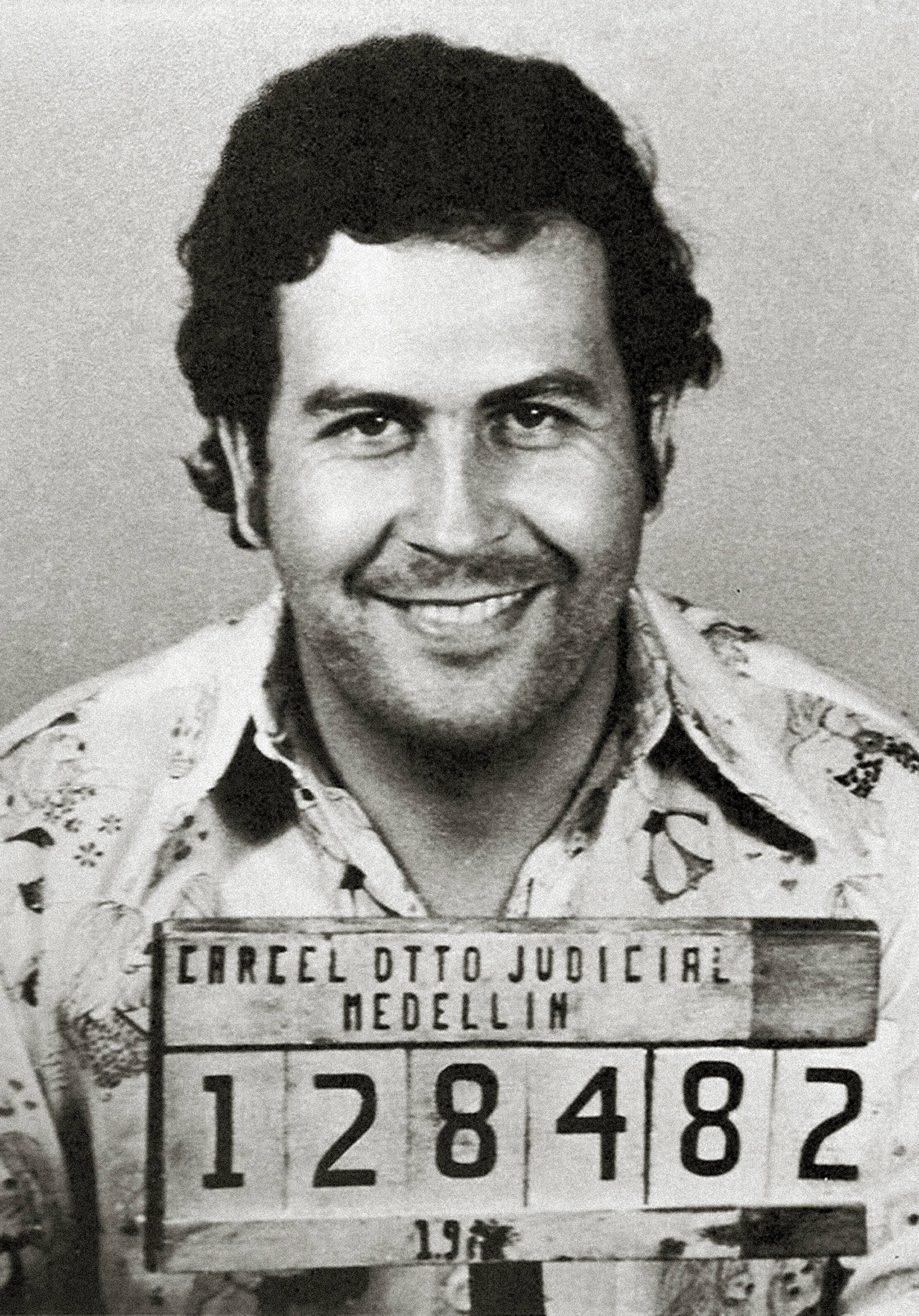
Пабло Ескобар

### Передумови створення
Наприкінці 1970-х років нелегальна торгівля кокаїном стала суттєвою проблемою і стала основним джерелом прибутку. Наркобаронеса Гризельда Бланко розповсюджувала кокаїн наркокартелям в Нью-Йорку та пізніше в Маямі, створивши злочинну мережу, яка переправляла близько 300 кілограмів кокаїну на місяць. До 1982 року обсяг кокаїнового руху перевершив обсяги продажів кави — головного продукту колумбійського експорту. Для боротьби з партизанами Революційних збройних сил Колумбії (або FARC), які намагались перерозподілити землі наркокартелів між місцевими селянам, викрасти наркобаронів, вимагати або викрадати їх гроші, наркокартелем були створені цілі приватні армії.

### Створення
Влітку 1977 року заможні наркобарони Пабло Ескобар, Хосе Гонсало Родригес Гача та брати Очоа об'єднались тим самим утворивши Медельїнський наркокартель.
Наприкінці 1981 — початку 1982 рр. члени Медельїнського картелю, колумбійські військові, представники американської корпорації «Texaco», колумбійські законотворці, дрібні промисловці та заможні селяни разом виступили у серії мітингів у Пуерто-Бояча, створивши воєнізовану організацію, відому як «Смерть викрадачам» (Muerte a Secuestradores, MAS), яка мала на меті захистити свої економічні інтереси та забезпечити захист місцевих еліт від викрадення та вимагання. До 1983 року колумбійським МВС було зафіксовано 240 політичних вбивств загонами смерті MAS, переважно це були лідери місцевих громад, обрані чиновники та фермери.
Наступного року була створена «Асоціація скотарів та фермерів Середньої Магдалени», (ісп. Asociación Campesina de Ganaderos y Agricultores del Magdalena Medio, ACDEGAM) для управління як перевезеннями, так і громадськими взаєминами організації, а також для забезпечення правового підґрунтя для різних воєнізовані груп. ACDEGAM пропагувала антикомуністичну політику та погрожувала усім, хто просував ідеї про права робітників та селян. Погрози були підкріплені підтримкою MAS, яка б атакувала або вбивала всіх, кого підозрювали у «підривній діяльності». Асоціація будувала школи, метою яких було створення «патріотичного та антикомуністичного» освітнього середовиська, а також займалась будівництвом доріг, мостів та медичних закладів.
До середини 1980-х років ACDEGAM та MAS значно збільшились. У 1985 році торговці наркотиками Хуан Матта-Баллестерос, Пабло Ескобар, Роберто Ескобар, Гонсало Родрігес Гача, Карлос Ледер та Хорхе Луїс Очоа направили в організацію великий потік грошей для оплати за спорядження, навчання та озброєння своїх сікаріо(бойовиків). Кошториси соціальних проектів були скорочені та перенаправлені на зміцнення MAS. Сучасні бойове озброєння, таке як AKM, FN FAL, Galil та HK G3, були закуплені у військових, колумбійських виробників зброї та на чорному ринку. Організація мала комп'ютери та керувала центром зв'язку, який працював у координації з державною управою зв'язком. У них було 30 пілотів, а також численні літаки та вертольоти. Для навчання вояків військових формувань були запрошені британські, ізраїльські та американські військові інструктори.

### Терор заподіяний картелем
Мабуть, найбільша загроза для Медельїнського картелю та інших наркоторговців була реалізацією договору про екстрадицію між США та Колумбією. Це дозволило Колумбії екстрадувати до США будь-яких своїх громадян, підозрюваних у торгівлі наркотиками, і судити там за їх злочини. Це було великою проблемою для картелю, оскільки наркоторговці майже не мали впливу в США, а судові процеси, швидше за все, призводили до ув'язнення. Серед найбільших прихильників договору про екстрадицію був міністр юстиції Колумбії Родріго Лара (який наполягав на посиленні дій проти наркокартелів), поліцейський Хайме Рамірес та численні судді Верховного суду Колумбії.
Картель застосував стратегію «поступись чи помри» щодо кількох таких прихильників, використовуючи хабарництво, вимагання та насильство. Тим не менш, коли зусилля поліції почали спричиняти великі втрати, деякі з найбільших наркобаронів були змушені тимчасово покинути Колумбію та переховуватися, звідки вони віддали накази прибрати основних прихильників договору про екстрадицію.
Картель розпочав компанію вбивств відомих політичних діячів ще в 1984 році.
Міністр юстициї Колумбиї Родріго Лара Бонілья був прибічником рішучої боротьби з наркоторговцями. Бонілья розгорнув діяльність проти вкладення «брудних» кокаїнових грошей у передвиборчу компанію, результатом якої стало виключення Пабла Ескобара в січні 1984 року з лав колумбійського Конгресу та поклала край його політичній кар'єрі.
30 квітня 1984 року службовий мерседес Бонільї зупинився на світлофорі однією з найбільш жвавих вулиць Боготи, коли, зупинившийся поруч, мотоциклість розстріляв з автомата впритул задню частину автомобіля, де зазвичай сидів міністр. Бонілья загинув на місці. Це був перший випадок в Колумбії, коли злочинці вбили посадовця такого рівня. Цей випадок став початком справжнього терору, який поширився всією Колумбією.
Терор став відповіддю картелю на розпочатою війну уряду з наркоторговцями. Стратегія полягала в тероризуванні цивільного населення. Картель здійснив сотні терористичних атак на цивільні та урядові цілі. Пабло Ескобар створив терористичну групу «Лос Екстрадитаблес» (Los Extraditables), учасники якої здійснювали напади на посадовців, поліцейських, а також усіх, хто закликав до боротьби з наркоторгівлею. Приводом для теракту могла стати поліцейська операція чи видача США чергового наркотоговця.
Картель погрожував смертю суддям Верховного Суду, вимагаючи денонсувати Договір про екстрадицію. Погрози були проігноровані, що призвело до того, що Ескобар та група, яку він назвав Los Extraditables («Екстрадитори»), розпочали жорстоку кампанію щодо тиску на уряд Колумбії, вчинивши серію викрадень, вбивств та терористичних дій. В листопаді 1985 Ескобар з іншими наркобаронами найняв велику кількість лівих партизан з угруповання «M-19», які озброєні кулеметам, гранатами та переносними ракетними комплексами захопили Будинок Правосуддя в Баготі, коли там перебувало кілька сотень людей. Партизани не висували жодних вимог та відмовились від перемовин. Під час утримання будівлі ними було спалено всі документи, що стосувались екстрадиції наркоторговців. Введені у столицю великі сили військових та поліції, після цілого дня облоги, звільнювали будівлю за допомогою танків та бойових гвинтокрилів. В результаті теракту загинуло 97 людей, серед загиблих було 11 з 24 суддів Верховного Суду.
Через рік Верховний Суд скасував угоду про екстрадицію наркоторговців до США. Однак вже за декілька днів новий президент Колумбії Вірґіліо Барко наклав вето на це рішення. В лютому 1987 року найближчого помічника Ескобара Карлоса Ледера було екстродовано до США.
Раніше, 15 листопада 1984 року, старшого з братів Очоа — Хорхе було заарештовано іспанською поліцією в Мадриді. США наполягало на його екстрадиції через Колумбію. Натомість Сім'я Очоа заявила, що вб'є десять колумбійських суддів в разі такого кроку уряду.
18 липня 1986 року іспанський суд постановив видати Очоа Колумбії. До цього моменту Велике Жюрі Маямі висунуло Хорхе Очоа обвинувачення за звинуваченнями у контрабанді кокаїну та участь у вбивстві інформатора ФБР Баррі Сіла.
17 серпня 1986 року, незважаючи на запити США про видачу, Очоа зник після того, як отримав умовний строк за звинуваченням у підробці документів для імпорту бойових биків з Іспанії. 21 листопада 1987 року Хорхе було знову заарештовано та поміщено до в'язниці за тими ж звинувачення про підробку документів. Добу потому банда головорізів прибула до будинку редактора щоденної газети Медельїна «Колумбієць», передавши послання за підписом «Лос Екстрадитаблес», в якому зазначалось, що вони стратять політичних лідерів, в разі, якщо Очоа буде екстродовано до США. 30 грудня 1987 року Хорхе Очоа було звільнено під підписку про невиїзд. В 1987 статок Хорхе Очоа за оцінками журналу Forbes складав близько $ 3 мільярдів доларів, що дозволяло йому перебувати в двадцятці найбагатших людей світу.
В 1989 році Пабло Ескобар намагався укласти угоду з правосуддям за якою він погоджується здатись поліції натомість уряд виступить гарантом того, що його не буде екстрадовано до США. На відмову уряду Ескобар відповів новою хвилею терору.
30 травня 1989 року в Боготі сікаріо картелю заклали бомбу в автівку директора Адміністративного відділу Мігеля Маси Маркеса. В результаті вибуху 4-о людей загинуло, 37 отримали поранення.
В серпні 1989 року террор досяг свого піку. 16 серпня 1989 года від рук сікаріо Ескобара загинув суддя Верховного суду Колумбії Карлос Валенсія; наступного було вбито полковника поліції Вальдемара Франкліна Контеро.
18 серпня 1989 року учасники картелю вбили ведучого кандидата в президенти Луїса Карлоса Галана, який обіцяв розпочати непримириму боротьбу з торговцями кокаїном та очистити Колумбію від наркобаронів шляхом їх екстрадиції до США, в разі обрання його президентом країни.
Перед президентськими виборами терор Медельїнського картелю набув нового розмаху. Щоденно сікаріо картелю вбивали десятки людей. Тілько в Боготі одне з терористичних угруповань наркомафії здійснило 7 вибухів протягом двох тижнів, за результатами яких 37 людей загинуло, близько 400 отримали важких поранень.
2 вересня 1989 навпроти будівлі головної газети «El Espectador in Bogota» була підірвана закладена в автівку вибухівка, в рузультаті чого 84 особи отримали поранення. 16 жовтня 1989 року вбивці підірвали закладену у автівку бомбу навпроти будіві редакції газети «Vanguardia Liberal» в Букараманзі, четверо людей загинуло.
27 листопада 1989 року люди Пабла Ескобара підклали вибухівку в пасажирський літак авіакомпанії «Авіанка» на якому мав летіти наступник загиблого Луїса Карлоса Галана, майбутній президент Колумбії, Сесар Ґавірія Трухильо. В результаті авіатрощі, що сталась за три хвилини після вильоту від вибуху бомби, загинули 107 людей, ніхто не вижив. Як стало відомо пізніше, Сесар Гавірія в останню мить відмінив свій виліт.

### Кінець картелю
Після того як країною пройшли рейди зі знищення плантацій коки та хімічних лабораторій з виготовлення кокаїну, десятки учасників наркокартелів опинились за ґратами. У відповідь на це Пабло Ескобар двічі організовував замах на голову колумбійської секретної поліції (DAS) генерала Мигеля Масу Маркеса. 6 грудня 1989 року, під час другого замаху, у результаті вибуху вантажівки біля штаб-квартири DAS у центрі Боготи загинуло 52 та було поранено більш ніж 600 осіб.
12 грудня 1989 року поліцейські оточили ранчо, на якому знаходились один з можливих ватажків картелю Гільберто Рендон та один з його засновників Хосе Гонсало Родрігес Гача. Рендон та син Родригеса Гачі Фреді були вбиті під час перестрілки з поліцією, а сам Гача здійснив самогубство.
13 травня 1990 року учасники картелю підірвали дві вибухівки в одному з торгових центрів Боготи в день святкування Дня матері. В результаті цих вибухів 14 людей загинуло, більш ніж 100 отримали поранення. 16 лютого 1991 року в Медельїні було підірвано автівку, 22 людини загинули.
В вересні 1990 року президент Колумбії Сесар Ґавірія Трухильо запропонував ватажкам картелю здатись в руки поліції на умовах відбуття строку покарання в Колумбії. Брати Очоа здались колумбійській поліції в січні 1991 року.
На початку 1990-х років група колумбійців створили організацію «Лос Пепес», абревіатура якої означала «Люди, що постраждали від Пабло Ескобара». До неї увійшли колумбійці, родичі яких загинуло за провиною Ескобара. «Лос Пепес» стали полювати на тих, хто хоч якось були пов'язані з кокаїновим бізнесом Ескобара. За нетривалий проміжок часу «Лос Пепес» вбили близько 300 людей, що мали стосунок до Медельїнського картелю, чим завдали йому значної шкоди. Незважаючи на загальноприйняту думку, що «Лос Пепес» відіграли значну роль у вбивствах членів картелю, досі точаться суперечки, що їх існування є лише прикриттям участі урядів Колумбії та Сполучених Штатів у цих вбивствах для відвернення політичних наслідків такої участі.
Після того, як влада США занепокоїлась «сумнівною діяльністю» картелю, за ним велось спостереження спеціальної групи УБН. Незважаючи на обвинувальні вироку американських судів, лише дуже незначна кількість лідерів колумбійських картелів були фактично взяті під варту.
Більшість колумбійців, на яких були винесені обвинувальні акти, жили і залишалися в Колумбії або тікали до того, як їм було оголошені обвинувачення. Однак до 1993 року більшість, якщо не всі втікачі були або ув'язнені, або застрелені Національною поліцією Колумбії, яка пройшла підготовку та отримувала допомогу від спеціалізованих військових частин США та ЦРУ.
Останнім вбитим лейтенантом Ескобара був Хуан Дієго Аркілья Енао, який був звільнений з колумбійської в'язниці у 2002 році та переховувся у Венесуелі, щоб уникнути помсти «Лос Пепес». Однак він був застрелений у своєму джипі Cherokee, коли вийшов зі стоянки свого будинку в Кумані, Венесуела, у квітні 2007 року.
30 січня 1993 року учасники картелю підірвали в центрі Боготи заміновану автівку, що призвело до загибелі 20 осіб.
Терор Медельїнського картелю призвів до ворожого відношення колумбійського та американського урядів, а також основного конкуренту — картелю Калі. Агенти УБН вважали, що їх «стратегія центральної фігури» направлена на ватажків картелю, стала головним чинником його краху.
15 квітня 1993 року учасники картелю здійснили ще один теракт. В результаті вибуху бомби в торговому центрі в північній частині Боготи 15 людей загинуло ще більше сотні отримали поранення.
Правоохоронцям вдалося встановити місцеперебування Пабла Ескобара. 2 грудня 1993 року будинок, в якому переховувався Ескобар, було оточено спецпризначенцями. Ватажок картелю чинив збройний опір і намагався втекти через дах будинку, однак був вбитий співробітниками Національної поліції Колумбії.
Медельїнский картель розпався в 1993 році. Рештки кокаїнової імперії очолив Фабіо Очоа, який на той час перебував у в'язниці. Вже до липня 1996 року його брати Хорхе Луїс та Хуан Давид були звільнені після відбуття строку за торгівлю наркотиками.
В жовтні 1999 року правоохоронні органи США і Колумбії провели спільну операцію «Мілленіум», в ході якої в США, Колумбії, Мексиці та Сальвадорі було заарештовано більш ніж 30 колишніх учасників Медельїнского картелю. В операції «Мілленіум» брало участь більше 200 правоохоронців із США, за допомогою правоохоронців тих країн, де проводились операції. Серед затриманих були Фабіо Очоа та Алехандро Бернал, що був великим спеціалістом з відмивання грошей та відповідав в картелі за міжнародні зв'язки. Бернал здійснював діяльність зі свого командного центру на півдні штату Флорида, який було обладнано найсучаснішими на той момент технологіями.
Фабіо Очоа Васкеса було екстрадовано до США в вересні 2001 року та засуджено до тридцятирічного терміну ув'язнення за контрабанду до США близько 30 тонн кокаїну в період між 1997 та 1999 роками.
Вважається, що наркокартель Енвігадо (організація, що раніше відкололась від картелю Ескобара) є наступником Медельїнского картелю.

## Суперечки щодо зв'язку з М-19

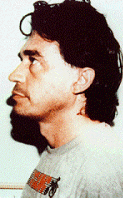
Карлос Ледер

У листопаді 1985 року 35 добре озброєних членів партизанської групи М-19 штурмували Верховний суд Колумбії в Боготі, що призвело до облоги Палацу Правосуддя. Дехто вважає, що М-19 діяло за сприянням Медельїнського картелю, який мав на меті залякати Верховний Суд. Інші вважають, що це неможливо через викрадення членами М-19 наркобарона Карлоса Ледера та Нієви Очоа, сестри засновників Медельїнського картелю братів Очоа. Ці викрадення призвели до створення воєнізованої групи «Смерть викрадачам» (MAS / Muerte a Secuestradores). Колишні учасники партизанів також заперечували, що картель брав участь у цій події. Ця тема обговорюється в Колумбії до сьогодні.

## У культурі
Картель або представлений, або згадується у численних творах культури.
- Кокаїн фільм 2001 року про контрабандиста наркотиків Джорджа Юнга та Медельїнський картель
- Нарко — оригінальний телевізійний серіал Netflix (2015—2017), який впорядковує життя Пабло Ескобара та сходження Медельїнського картелю.
- Ескобар іспанський драматичний біографічний фільм 2017 року режисера і сценариста Фернандо Леона де Араноа
- Кокаїнові ковбої та Кокаїнові ковбої 2: документальні серіали про війну з наркотиками в Маямі та Гризельду Бланко
- Американський Десперадо : книга журналіста Евана Райта[en] та колишнього наркоторговця Медельїнського картелю Джона Робертса
- Два Ескобари : фільм ESPN 30 подій за 30 років, який детально розповідає про зв'язок між Медельїнським картелем та підйомом колумбійського футболу
- Баррі Сіл: Король контрабанди — фільм 2017 року про контрабандиста наркотиків Баррі Сіла та Медельїнський картель.
- В 2-му епізоді 7-го сезону серіалу « Воїн усіх часів» Медельїнський картель протиставиться сомалійськими піратами, Майклом Корлеоне Бланко, сином Гризельди Бланко та злочинцем, що став інформатором Кенні «Кенджі» Галло, випробовуючи зброю картелю.